# Rákosník tamaryškový
Rákosník tamaryškový (Acrocephalus melanopogon) (též Palašníček tamaryškový) je malý druh pěvce z čeledi rákosníkovitých.

## Popis
Menší než vrabec, délka těla 12–13,5 cm. Podobá se rákosníku proužkovanému, od něhož se liší velmi tmavým, černavým temenem, bělejším nadočním proužkem (směrem dozadu se rozšiřuje), tmavýma nohama a kratšími ručními letkami. Před okem má úzký tmavší proužek, směřující dolů (odtud anglický název Moustached Warbler tedy „kníratý“). Obě pohlaví jsou zbarvena podobně.

## Rozšíření
Druh s mediteránním typem rozšíření, hnízdící v rozmezí od Středomoří východně po střední Asii. Částečně tažný, se zimovišti v jižních částech hnízdního areálu, severní Africe a Přední Asii až po Indii. Hnízdí místy a roztroušeně v rákosinách.

## Výskyt v Česku
V České republice byl poprvé zjištěn v roce 1961, do roku 2007 bylo zaznamenáno celkem 100 pozorování, většinou odchytů ptáků v rákosinách rybníků. Většina záznamů pochází z jižní Moravy, byl však vícekrát zjištěn také v jižních a východních Čechách. V roce 1999 se možná v jižních Čechách pokusil zahnízdit. Výskyt na našem území spadá do období jarního a především pak podzimního tahu.

## Potrava
Živí se různými členovci, hlavně brouky a vodními plži, které hledá ve vegetaci blízko vodní hladiny.

## Hnízdění

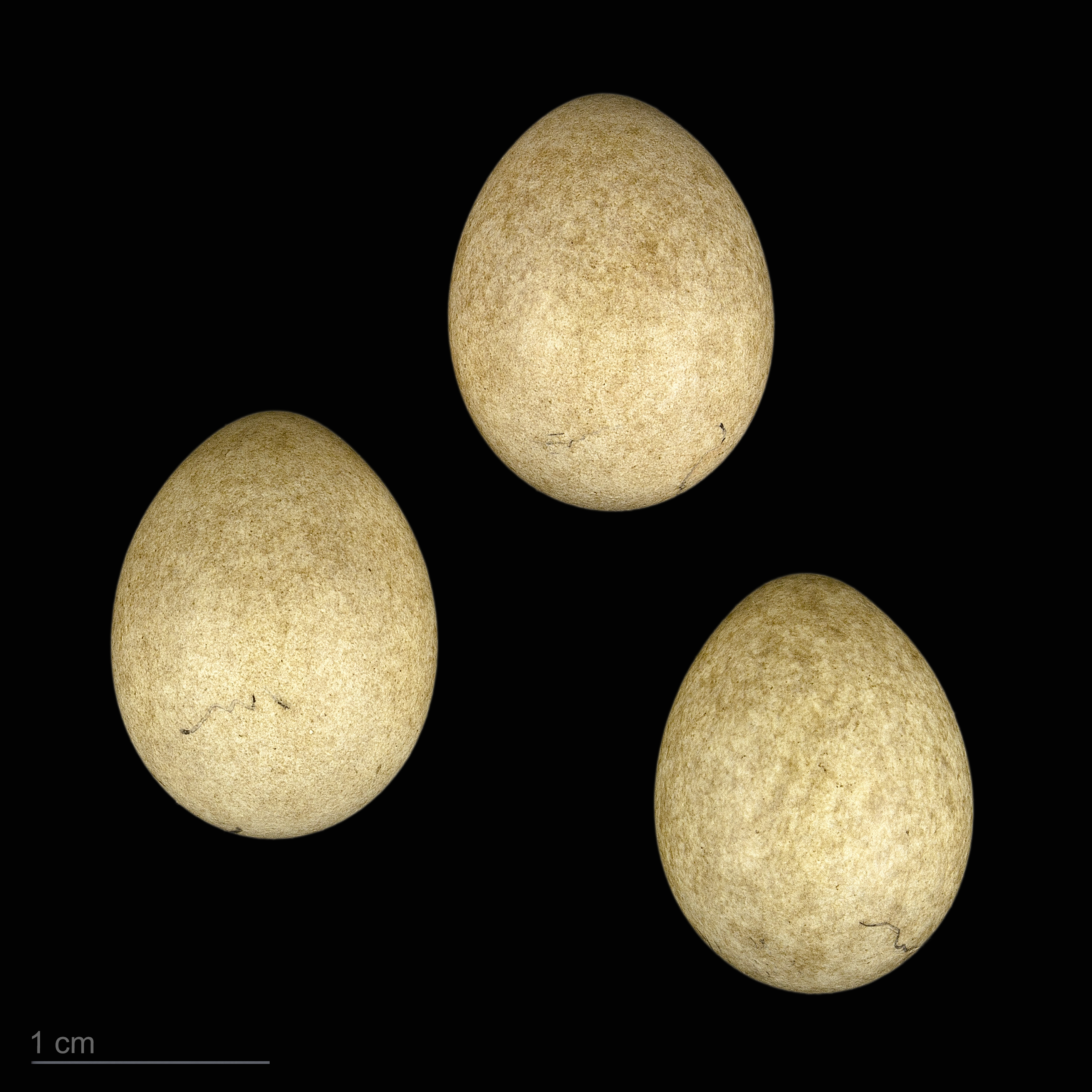
Acrocephalus melanopogon melanopogon

Hnízdí většinou 2× ročně. Hnízdo je zavěšeno nízko v husté vegetaci. Snůška čítá 3–5 šedavých nebo žlutavých, hustě okrově, šedohnědě až hnědě skvrnitých vajec o velikosti 17,8 × 13,1 mm. Inkubace trvá 14 dnů, na vejcích sedí oba rodiče. Mláďata opouští hnízdo ve stáří 12 dnů.